# Otto Friedrich Bollnow
Otto Friedrich Bollnow (født 14. marts 1903 i Stettin, død 7. februar 1991 i Tübingen) var en tysk filosof og forsker indenfor teoretisk pædagogik. 
Han var søn af en gymnasierektor i Stettin i det, der dengang var det nordvestlige Tyskland (nu Szczecin, Polen) og gik i skole i Anklam. Efter at have taget studentereksamen (abitur) studerede han matematik og fysik ved Universitet i Göttingen, hvor han blev påvirket af filosoffen Herman Nohls tanker. Bollnow erhvervede doktorgraden i fysik i 1925 og færdiggjorde sin habilitation ved Göttingen i 1931. Han underviste derefter ved Göttingen i nogle år uden at være tilknyttet den faste lærerstab.
I 1939 flyttede han til universitetet i Gießen og derefter kortvarigt til universiteterne i   Kiel og Mainz, før han i 1953 fik et professorat i samtidsfilosofi, filosofisk antropologi og etik ved Tübingen Universitet, hvor han underviste frem til sin pension i 1970.

## Videnskabeligt arbejde
Bollnow interesserede sig for filosofiens grundlag og fænomenologi og eksistentialisme. Han videreudviklede Wilhelm Diltheys arbejde med hermeneutik og forskede i pædagogikkens filosofiske grundlag.

## Hæder
I 1980 modtog han Lessing-prisen — en litterær og kulturel æresbevisning stiftet af GerHan frimurerlogen.

## Værker
- Die Lebensphilosophie F. H. Jacobis, Stuttgart (1933)
- Wilhelm Dilthey|Dilthey. Eine Einführung in seine Philosophie, Teubner, Leipzig (1936)
- Das Wesen der Stimmungen, Klostermann, Frankfurt a.M. (1941)
- Existenzphilosophie, Kohlhammer, Stuttgart (1943)
- Die Ehrfurcht,  Klostermann, Frankfurt a.M., (1947)
- Das Verstehen, Drei Aufsätze zur Theorie der Geisteswissenschaften, Kirchheim Mainz (1949)
- Rilke, Kohlhammer, Stuttgart (1951)
- Die Pädagogik der deutschen Romantik, Von Arndt bis Fröbel, Kohlhammer, Stuttgart (1952) * Unruhe und Geborgenheit im Weltbild neuerer Dichter. Acht Essays, Stuttgart (1955)
- Neue Geborgenheit. Das Problem einer Überwindung des Existenzialismus. Stuttgart (1955)
- Die Lebensphilosophie, Berlin-Göttingen-Heidelberg (1958)
- Wesen und Wandel der Tugenden, Frankfurt a.M. (1958)
- Existenzphilosophie und Pädagogik. Versuch über unstetige Formen der Erziehung. Kohlhammer, Stuttgart (1959)
- Mensch und Raum. Kohlhammer, Stuttgart (1963)
- Die macht des worts. Sprachphilosophische Überlegungen aus pädagogischer Perspektive, Neue Deutsche Schule, Essen (1964)
- Die pädagogische Atmosphäre. Untersuchung über die gefühlsmäßigen zwischenmenschlichen Voraussetzungen der Erziehung, Quelle & Meyer, Heidelberg (1964)
- Französischer Existentialismus, Stuttgart (1965)
- Die anthropologische betrachtungsweise in der pädagogik, Neue Deutsche Schule, Essen (1965)
- Sprache und Erziehung, Stuttgart (1966)
- Philosophie der Erkenntnis. Das Vorverständnis und die Erfahrung des Neuen, Stuttgart (1970)
- Das Doppelgesicht der Wahrheit, Philosophie der Erkenntnis, 2. bind, Stuttgart (1975)
- Vom Geist des Übens, Freiburg i. Br, (1978)
- Studien zur Hermeneutik Volume I: Zur Philosophie der Geisteswissenschaften, Alber, Freiburg / München (1982)
- Studien zur Hermeneutik Volume II: Zur hermeneutischen Logik von Georg Misch und Hans Lipps, Alber, Freiburg / München (1983)
- Otto Friedrich Bollnow im Gespräch',' Hrsg. von Hans-Peter Göbbeler und Hans-Ulrich Lessing. Alber, Freiburg / München (1983)
- Zwischen Philosophie und Pädagogik, Vorträge und Aufsätze, Weitz, Aachen (1988)

### Primære tekster
- Otto Friedrich Bollnow: Nietzsche and Leopardi
- Otto Friedrich Bollnow: Der erlebte Raum (Webside ikke længere tilgængelig)
- Otto Friedrich Bollnow: Nietzsche und Leopardi (PDF-Datei; 91 kB)
- Otto Friedrich Bollnow: Der erlebte Raum (Webside ikke længere tilgængelig) (PDF-Datei; 129 kB)
- Mensch und Raum Arkiveret 5. september 2009 hos  Wayback Machine
- Hans Lipps Arkiveret 10. november 2007 hos  Wayback Machine. Ein Beitrag zur philosophischen Lage der Gegenwart, veröffentlicht in: Blätter für Deutsche Philosophie, 16. Bd. 1941, Heft 3, S. 293-323
- Hans Lipps: Die menschliche Natur, Erschienen im Dilthey - Jahrbuch für Philosophie und Geschichte der Geisteswissenschaften, Band 6/1989 (Beiträge zum 100. Geburtstag von Hans Lipps am 22. November 1989) S. 99-126
- Der Mensch und seine Sprache Arkiveret 7. november 2007 hos  Wayback Machine, in: Kindlers Enzyklopädie Der Mensch. Hrsg. von H. Wendt / N. Loacker. Bd. 6: Sprache, Kunst und Religion. Zürich 1983, 17-56

### Sekundære kilder
- Portrait Bollnows von Friedrich Kümmel
- Biografische Angaben zu Bollnow
- Friedrich Kümmel: Mensch, Natur und Sprache. Zum Spätwerk Otto Friedrich Bollnows
- Helmut Fahrenbach: Differentielle Interpretation, Strukturanalyse und offene Wesensfrage. O. F. Bollnows Beitrag zur Methodenreflexion philosophischer Anthropologie Arkiveret 24. oktober 2007 hos  Wayback Machine
- Klaus Giel: Otto Friedrich Bollnow: Zwischen Philosophie und Pädagogik
- Otto Friedrich Bollnow: His life and work Arkiveret 5. september 2009 hos  Wayback Machine
- A biography of Bollnow
- Otto Friedrich Bollnow Gesellschaft e.V.